# 荷兰经济
荷兰拥有一个严重依赖对外贸易的繁荣而且开放的经济。荷兰经济以稳定的劳资关系，适度的失业和通货膨胀率，巨大的经常帐户盈余，以及一个作为欧洲运输枢纽的重要角色而闻名于世。工业产业以食品加工，化工，石油加工和电子制造业为主。高度机械化的农业为食品加工业和出口提供了巨大的顺差，而只雇佣了占不超过2%的劳动力。荷兰同她的11个欧盟伙伴，从2002年1月1日起，开始流通欧元。荷兰是欧洲国家中吸引外国直接投资最主要的国家之一。
荷兰是当今世界第16大经济体。 (參見各國國內生產總值列表 (國際匯率)) 1998年至2000年，经济增长(GDP) 大约平均4%。高于欧盟的平均水平。而作为2001-05年全球经济衰退一部分，经济增长相当地缓慢，但在2006年的第二季度，根据荷兰统计局提供的数字，增长了2.8%。在2006年和2007年，将很可能超过3%。 通货膨胀 1.3%，而且被预期在来年低于1.5%。以欧洲统计局的标准，失业率占社会劳动力的5.5% 。而在荷兰，失业率3.8% - 这个比率是欧盟国家中最低的. (所有的数字: 2006年6月)
常常被财政大臣盖里特·扎尔姆确认的扬·彼得·巴尔克嫩德内阁的严厉财政政策，已经使财政赤字从2004年GDP的2.1%降至2005年的只占0.3%。 财政赤字在 2006年，被预期会有一个0.5%的小幅增长.而在2007年会实现盈余。在2006年，公共债务等于GDP的51%。在2007年，将小于50%，这次25年以来的第一次。而在上世纪90年代。这个比率为80%。
荷兰是欧盟，经济合作与发展组织以及世界贸易组织的成员国。

## 政府的角色
虽然私营部分是荷兰经济的基础，但政府在与其不同的其他层面扮演着重要的角色。公共开支，包括社会保险和财政转移支付，占GDP的47.9%(2005). 全部的税收收入占GDP37,5% (2005)，低于欧盟的平均水平。除了政府自身的公共开支，在几乎所有的与经济活动相关的许可准入和规则制订上，政府扮演了一个重要的角色（significant role）。政府结合了一个严格而稳定的微观经济政策和内容广泛的机构调整改革。从上世纪八十年代开始，政府已经逐渐的减弱了在经济中的角色，私有化和放松管制的政策一直在持续。在与社会和经济政策有关的问题上，政府同所谓的社会团体，工会和雇员组织展开合作。社会团体，工会和雇员组织这三个部分共同组成了公共经济委员会 (‘Sociaal Economische Raad’)，是一个重要的公共对话的平台。

## 贸易与投资
荷兰的商品贸易占其GDP的三分之一。对外贸易顺差高达€315亿欧元左右（2005年）。出口市场中德国占25.1%，比利时占12.2%，而法国和英国均为9.4%（2005年）。进口市场中，德国占17%，比利时9.4%，中国紧随其后占8.8%，美国占7.8%（2004年）。综合来看不管是进口还是出口德国都是荷兰最重要的贸易伙伴。
荷兰的外资主要来自美国，占18.5%，英国次之占14.1%，德国12.0%，比利时10.1%。

## 经济部分
荷兰服务业超过一半的收入来自运输、销售、物流和金融领域，例如银行保险业。工业部分，包括矿业、约占国民经济的20%的金属加工业、石油提炼、化工业和食品加工业。建筑业约占荷兰经济的6%，农业、渔业和一些荷兰传统产业却仅占2%。

## 能源
虽然她在北海的石油储备是完全不重要的，荷兰现时是欧洲第二大和世界第九大天然气生产国。年产量占欧盟的30%以上和世界年产量的大约2.7% 。荷兰被证实的天然气储量估计为 (在2005年1月时) 约 50-60 万亿平方英尺 占全世界总探明储量的0.9%。虽然荷兰的拥有的真实的天然气储量在北海，但现在，绝大多数的天然气产品来自于沿岸的钻井，而且大部分的天然气生产来自于北海沿岸的格罗宁根省。荷兰天然气的消费量只占其生产量的三分之二，剩余的被用以出口，荷兰现时是世界第五大天然气出口国。作为这巨大天然气储量的部分结果，核能只占荷兰电力生产的3.8% 。